# Vatnsfjörður (Breiðafjörður)

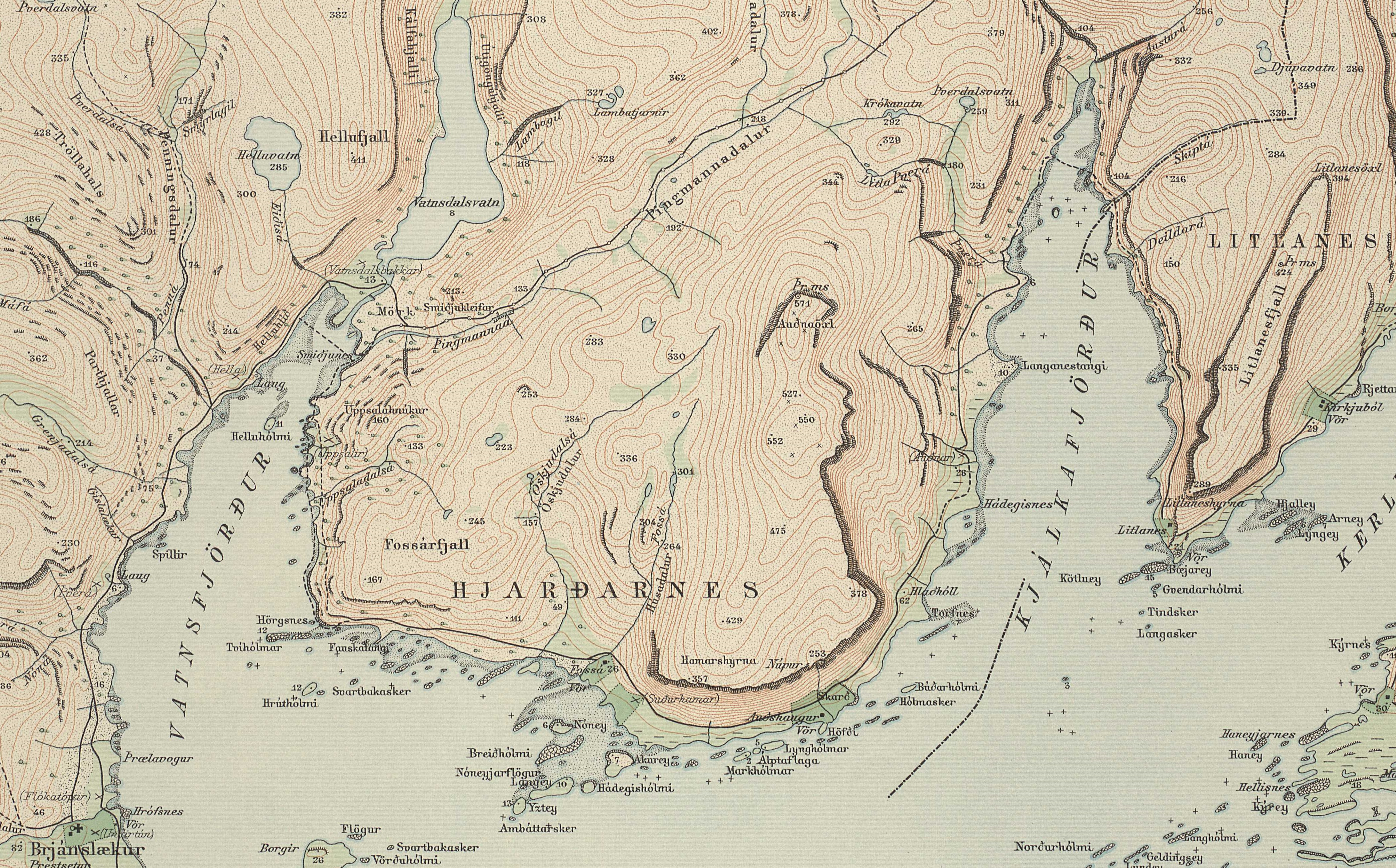
Mappa dell'area

Vatnsfjörður (in lingua islandese: Fiordo del lago) è un fiordo situato nel settore nordoccidentale dell'Islanda.

## Descrizione
Vattarfjörður è il più occidentale dei fiordi della regione dei Vestfirðir. È una diramazione sulla sponda settentrionale del vasto Breiðafjörður. Il fiordo è largo 2,5 km e penetra per circa 9 km nell'entroterra.
Nel fiordo si apre la valle Vatnsdalur dove si trova il lago Vatnsdalsvatn, che è l'elemento geografico che dà il nome al fiordo (fiordo del lago).
Nella valle scorre il fiume Vatnsdalsá, il più importante della regione del Vestur-Barðastrandarsýsla. Non ci sono passerelle o ponti sul Vatnsdalsá, che non è facilmente guadabile al di fuori dei periodi in cui la portata è minima.
Dal 1975 l'area del fiordo è considerata area naturale protetta.

## Denominazione
La denominazione "Vatnsfjörður", che significa fiordo del lago è abbastanza comune nella lingua islandese. Oltre a questo fiordo si chiama così anche il Vatnsfjörður (Ísafjarðardjúp), un fiordo che si dirama nella sponda meridionale dell'ampio Ísafjarðardjúp.

## Storia
Secondo il Landnámabók, lo storico libro degli insediamenti in Islanda, è in questo fiordo che nell'anno 868 sbarcò il norvegese Hrafna-Flóki Vilgerðarson, partito alla ricerca della terra trovata a settentrione da Garðar Svavarsson, allora nota come Gardars holme.
Floki installò un campo invernale nel fiordo oggi chiamato Vatnsfjörður, presso Barðaströnd. Le acque del fiordo erano talmente ricche di pesce che Floki e i suoi compagni non si preoccuparono di raccogliere fieno durante l'estate, cosicché nel successivo rigido inverno, tutto il loro bestiame morì per mancanza di nutrimento. Nell'attesa della primavera Floki scalò le più alte montagne che sovrastavano il suo campo. Da lassù scorse un grande fiordo, oggi chiamato Ísafjarðardjúp, che allora era ricoperto di ghiaccio alla deriva. Per questo motivo diede alla nuova terra il nome di Ísland (Terra del ghiaccio).

## Vie di comunicazione
All'altezza di questo fiordo la strada S60 Vestfjarðavegur lascia la costa e prosegue verso nord. La S62 Barðastrandarvegur passa lungo la sponda occidentale e prosegue fino al Patreksfjörður.
Il traghetto da Stykkishólmur e Flatey termina la sua corsa presso la fattoria Brjánslækur.